# Cảnh Tiêu
Cảnh Tiêu (tiếng Trung: 耿飚; bính âm: Gěng Biāo; 26 tháng 8 năm 1909 – 23 tháng 6 năm 2000) là quan chức cấp cao trong Đảng Cộng sản Trung Quốc (ĐCSTQ) và là nhà lãnh đạo chính trị, quan hệ đối ngoại và quân sự của Trung Quốc. Ông từng giữ chức Phó Thủ tướng Quốc vụ viện từ năm 1978 đến năm 1982.

## Thân thế
Cảnh Tiêu chào đời ngày 26 tháng 8 năm 1909 trong một gia đình nông dân nghèo ở thôn Nghiêm Gia Xung trấn Bắc Hương huyện Lễ Lăng tỉnh Hồ Nam cuối thời Thanh. Năm lên 7 tuổi, ông cùng cha mẹ chạy trốn nạn đói đến Thủy Khẩu Sơn, huyện Trường Ninh, miền nam Hồ Nam. Năm 1922, ông vào làm công nhân khi mới có 13 tuổi tại mỏ chì kẽm Thủy Khẩu Sơn, phía nam thành phố Hành Dương. Ông gia nhập Đoàn Thanh niên Cộng sản Trung Quốc ở Thủy Khẩu Sơn vào tháng 5 năm 1925.  Năm 1926, ông tham gia vận động thợ mỏ tham gia đấu tranh vũ trang, ngay sau đó trở về Lễ Lăng thành lập và lãnh đạo Hồng vệ binh nông dân tham gia bạo loạn Lễ Lăng và dẫn toán quân này tấn công Trường Sa nhưng vấp phải thất bại. Năm 1928, ông đến Lưu Dương làm tiểu đội trưởng chi đội du kích địa phương, rồi ít lâu sau gia nhập Đảng Cộng sản Trung Quốc vào tháng 8 cùng năm.

## Binh nghiệp

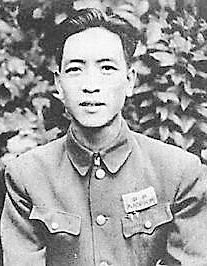
Ảnh chụp Cảnh Tiêu năm 1949.

### Hồng quân Công nông Trung Quốc
Tháng 9 năm 1930, Cảnh Tiêu dẫn chi đội du kích sáp nhập vào Quân đoàn 3 Tập đoàn quân 1 Hồng quân Công nông Trung Quốc, sau đó được cử làm tham mưu, đội trưởng đội cán bộ huấn luyện, trung đoàn trưởng, tham mưu trưởng Sư đoàn 9 Quân đoàn 3.  Năm 1933, ông trở thành trung đoàn trưởng Trung đoàn 4, Sư đoàn 2 Phương diện quân số 1 Hồng quân. Ngày 10 tháng 10 năm 1934, ông bắt đầu cuộc Trường chinh với tư cách là lãnh đạo đơn vị tiên phong của sư đoàn 2 vào đầu năm 1935, ông đã chiếm giữ một pháo đài quân sự quan trọng tại Lâu Sơn Quan thuộc tỉnh Quý Châu. Kết quả là, ông được thăng chức Tham mưu trưởng Sư đoàn 1 Phương diện quân 1 Hồng quân sau Hội nghị Tuân Nghĩa. Sau khi đến miền bắc Thiểm Tây, ông bị thương nặng trong trận kịch chiến với quân đội Quốc Dân Đảng. Năm 1936, ông tốt nghiệp Đại học Quân chính kháng Nhật và được bổ nhiệm làm Tham mưu trưởng Quân đoàn 4 của Phương diện quân số 4 Hồng quân. Quân đoàn 4 vừa đến phía bắc Thiểm Tây dưới sự lãnh đạo của Trương Quốc Đào, và ông nắm quyền chỉ huy đơn vị này.

### Chiến tranh Trung–Nhật (1937–1945)

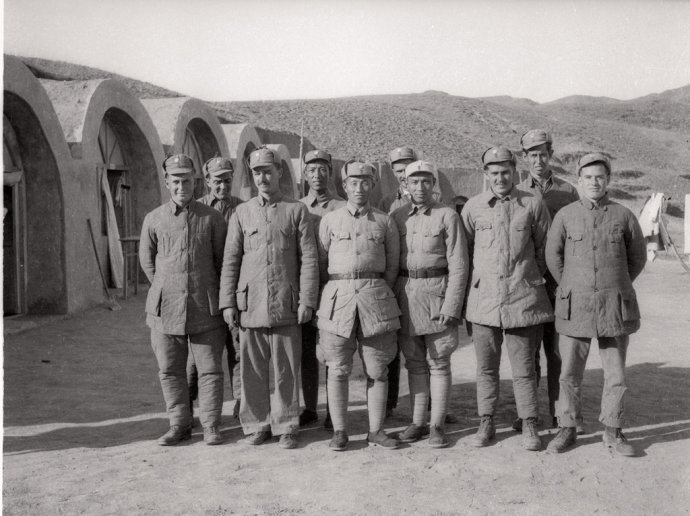
Cảnh Tiêu (thứ hai từ trái sang hàng sau) cùng với Trình Tử Hoa, Đường Diên Kiệt thuộc quân khu Tấn Sát Ký chụp ảnh chung với đoàn quan sát quân đội Mỹ tại làng Miếu Đài huyện Phụ Bình tỉnh Hà Bắc tháng 2 năm 1945.

Sau khi chiến tranh Trung–Nhật lần thứ hai bùng nổ, ông được cử làm Tham mưu trưởng, Phó Lữ đoàn trưởng và Phó Chính ủy Lữ đoàn 385 Sư đoàn 129 Bát Lộ Quân kiêm nhiệm Tư lệnh biên phòng huyện thành Khánh Dương, cùng với Vương Duy Châu dẫn bộ đội chốt giữ phía đông Cam Túc, bảo vệ biên giới phía tây Biên khu Thiểm Cam Ninh.  Tháng 7 năm 1941, ông nhập học trường Đảng Trung ương Đảng Cộng sản Trung Quốc.  Tháng 9 năm 1944 được điều động đến Quân khu Tấn Sát Ký nhậm chức Phó Tham mưu trưởng kiêm Bộ trưởng Bộ Liên lạc. Tháng 8 năm năm 1945, ông chỉ huy Bát Lộ Quân đánh chiếm Trương Gia Khẩu.

### Nội chiến Quốc–Cộng lần hai (1946–1949)
Năm 1946, Cảnh Tiêu cùng với Diệp Kiếm Anh tham gia Ủy ban Hòa giải Quân sự Bắc Bình do Tướng George C. Marshall khởi xướng nhằm thúc đẩy và ngăn chặn sự bùng nổ cuộc nội chiến giữa Đảng Cộng sản và Quốc Dân Đảng. Lúc này ông đang là phó tham mưu trưởng, trưởng ban giao thông liên lạc đoàn đại biểu Đảng Cộng sản Trung Quốc.  Sau khi hòa giải thất bại, ông quay về làm Tham mưu trưởng Dã chiến quân Quân khu Tấn Sát Ký. Ông còn tham gia tổ chức các chiến dịch như Chính Thái, Thanh Thương, Bảo Bắc, Thanh Phong Điếm và Thạch Gia Trang.  Năm 1948, ông được trao chức Phó Tư lệnh kiêm Tham mưu trưởng Quân đoàn 2 Quân khu Hoa Bắc, từng đem quân tham chiến tại Bình Tân, Thái Nguyên, Lan Châu và Ninh Hạ.

## Sự nghiệp chính trị từ sau năm 1949

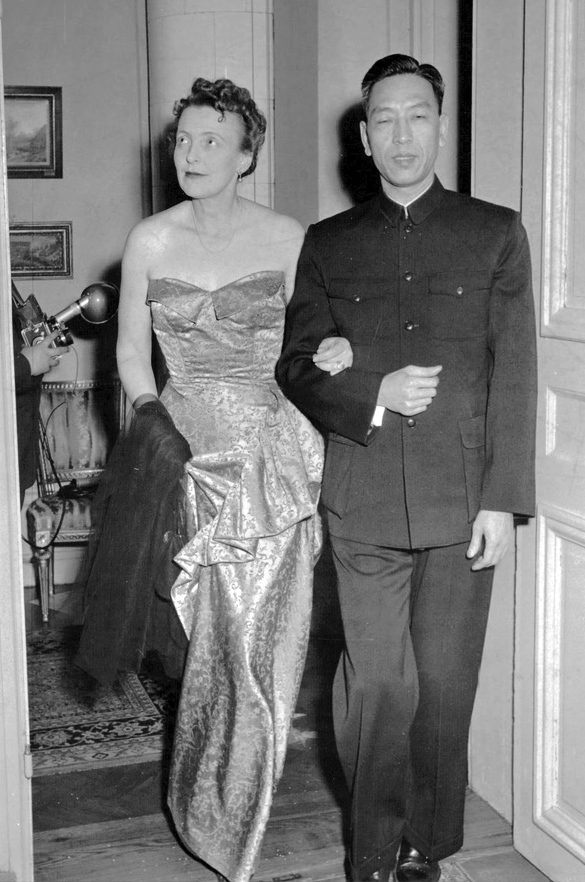
Cảnh Tiêu với Greta Belfrage, vợ của phó thư ký nội các Bộ Ngoại giao Thụy Điển Leif Belfrage tại một bữa tối ngoại giao ở Blasieholmen ngày 19 tháng 2 năm 1955.

Sau khi Cộng hòa Nhân dân Trung Hoa thành lập vào ngày 1 tháng 10 năm 1949, Cảnh Tiêu chuyển sang làm công tác ở mặt trận ngoại giao, trở thành một trong mười vị đại sứ đầu tiên của Trung Quốc.  Ông được bổ nhiệm làm đại sứ tại Thụy Điển, Đan Mạch và Phần Lan vào ngày 9 tháng 5 năm 1950.  Sau năm 1959 ông được cử làm Thứ trưởng Bộ Ngoại giao kiêm đại sứ Trung Quốc tại Pakistan, Myanmar và Albania.  Ông trở về nước vào năm 1971 và đảm nhận chức vụ Trưởng ban Liên lạc Đối ngoại Trung ương của Đảng Cộng sản Trung Quốc từ tháng 1 năm 1979 đến tháng 4 năm 1982.
Ngày 6 tháng 10 năm 1976, ông được lệnh của Hoa Quốc Phong khi đó là Chủ tịch Ủy ban Trung ương kiêm Chủ tịch Quân ủy Trung ương phải nắm chắc quyền kiểm soát các đài phát thanh và truyền hình ở Bắc Kinh nhằm đảm bảo rằng quá trình đập tan Bè lũ Bốn tên có thể diễn ra suôn sẻ. Ít lâu sau, ông phụ trách công tác tuyên truyền của Đảng. Tháng 8 năm 1977, ông được bầu vào Bộ Chính trị. Năm 1978, ông được bổ nhiệm làm Phó Thủ tướng Quốc vụ viện, phụ trách quan hệ đối ngoại, công nghiệp quân sự, hàng không dân dụng và du lịch. Tháng 1 năm 1979, ông giữ chức Thư ký trưởng kiêm Ủy viên Thường vụ Quân ủy Trung ương Đảng Cộng sản Trung Quốc.
Năm 1981, ông trở thành Bộ trưởng Bộ Quốc phòng đầu tiên của Cộng hòa Nhân dân Trung Hoa không mang quân hàm Nguyên soái và là người duy nhất chưa từng được phong quân hàm mặc dù đã từng có kinh nghiệm chiến đấu. Ông trở thành Ủy viên Quốc vụ viện vào năm sau. Tháng 9 năm 1982, ông làm Ủy viên Thường vụ Ủy ban Cố vấn Trung ương.  Tháng 6 năm 1983, ông được bầu làm Phó Ủy viên trưởng Ủy ban Thường vụ Đại hội Đại biểu Nhân dân Toàn quốc khóa VI kiêm Chủ nhiệm Ủy ban Đối ngoại Đảng Cộng sản Trung Quốc. Tháng 9 năm 1988, ông được tặng thưởng Huân chương Sao Đỏ hạng nhất.
Ông qua đời ngày 23 tháng 6 năm 2000 tại Bắc Kinh hưởng thọ 91 tuổi.

## Gia đình
Vợ của Cảnh Tiêu là Triệu Lan Hương (赵兰香; 1923 – 22 tháng 7 năm 2022) quê ở Khánh Dương tỉnh Cam Túc, và kết hôn với ông ở Lũng Đông vào năm 1941. Bà từng giữ chức Chủ nhiệm Văn phòng Cảnh Tiêu thuộc Quân ủy Trung ương.
- Trưởng nam Cảnh Chí Thâm (耿志深).
- Thứ nam Cảnh Chí Viễn (耿志远) hiện là Hội trưởng Hiệp hội Hữu nghị Trung Quốc–Myanmar.
- Trưởng nữ Cảnh Oánh (耿莹) hiện là Chủ tịch Quỹ Di sản Văn hóa Hoa Hạ Trung Quốc.
- Thứ nữ Cảnh Diễm (耿焱) là Viện trưởng Học viện Hành chính công Đại học Nam Xương và có bằng thạc sĩ hành chính công tại Đại học Harvard.